# Эгмонт, Филипп-Луи
Филипп-Луи д'Эгмонт (фр. Philippe-Louis d'Egmont; 1623, Брюссель — 16 марта 1682, Кальяри) — 9-й граф Эгмонт, 6-й принц Гаврский, гранд Испании 1-го класса, рыцарь ордена Золотого руна.

## Биография
Сын графа Луи д'Эгмонта и графини Марии-Маргариты де Берлемон.
Полковник Немецкого кавалерийского полка, генерал тяжелой кавалерии и иностранной кавалерии на испанской службе. Был чрезвычайным послом короля Испании в Англии, а с 1680 года вице-королём Сардинии. В 1670 году был пожалован в рыцари ордена Золотого руна.
Был последним владетелем графства Эгмонт, захваченного в его правление Голландской республикой; наследники Филиппа-Луи носили графский титул номинально.

## Семья
Жена (24.08.1659): Мария Фердинанда де Крой (ум. 1683), маркиза де Ранти, дочь Шарля-Филиппа-Александра де Кроя, герцога д'Авре, маркиза де Ранти, гранда Испании, и Мари-Клер де Крой
Дети:
- Мари-Клер-Анжелика д'Эгмонт (1661—4.05.1714). Муж (5.07.1695): Никколо Пиньятелли, герцог ди Бизачча (1658—1719)
- Луи-Эрнест д'Эгмонт (1665—17.09.1693), граф Эгмонт. Жена (10.02.1687): Мария-Тереза д'Аренберг (1667—1716), дочь герцога Шарля-Эжена д'Аренберга и Мари-Генриетты де Кюзанс; брак бездетный
- Филипп-Мари д'Эгмонт (р. 14.09.1664, ум. юным)
- Прокоп-Франсуа д'Эгмонт (1669—15.09.1707), граф Эгмонт. Жена (24.03.1697): Мари-Анжелика де Конак (1668—14.04.1717), дочь маркиза Франсуа II де Конака и Маркариты-Луизы д'Эспарб де Люссан; брак бездетный